# Phrynella pulchra
Phrynella pulchra là một loài ếch trong họ Nhái bầu, thuộc chi đơn loài Phrynella. Chúng được tìm thấy ở Indonesia, Malaysia, và Thái Lan. Chúng không bị đe dọa tuyệt chủng..
Các môi trường sống tự nhiên của chúng là các khu rừng ẩm ướt đất thấp nhiệt đới hoặc cận nhiệt đới và đầm nước ngọt có nước theo mùa. Loài này đang bị đe dọa do mất môi trường sống.